# Duff Killigan
(Killigan prima di ogni attacco)
Duff Killigan è un personaggio immaginario antagonista della serie televisiva d'animazione statunitense Kim Possible.
È doppiato in originale da Brian George e in italiano prima da Paolo Buglioni e in seguito Claudio Fattoretto.
Killigan è un ex-giocatore di golf che, espulso dai campi di tutto il mondo poiché troppo violento, si dà al crimine come ladro professionista e mercenario. Inizialmente sembra essere un sociopatico in cerca di vendetta sul mondo intero per le sue espulsioni, tuttavia in seguito appare come prettamente interessato ad arricchirsi.
Nonostante sia uno dei cattivi più ricorrenti, egli ricopre soltanto nel suo episodio d'esordio il ruolo di avversario principale.

## Caratteristiche

### Personalità
Killigan è un uomo irascibile di circa 45 anni, polemico ed esuberante che tende ad alzare la voce in ogni circostanza e ad enfatizzare le sue frasi assumendo pose teatrali e utilizzando un linguaggio simile a quello con cui generalmente ci si rivolge ad una platea anche parlando a un'unica persona o a dei bambini piccoli.
Killigan è dipinto come una figura macchiettistica, fonte di ilarità da parte del pubblico e degli altri personaggi; i suoi atteggiamenti sono estremizzati e portati al ridicolo dal modo di muoversi, di parlare, di agire e di vestire.
Forse proprio in riferimento allo stereotipo degli scozzesi, Killigan è avido ed estremamente attaccato ai soldi, tanto da sembrare l'unica cosa che per lui conta veramente; spesso è asserito che farebbe di tutto per ottenerne il maggior numero possibile di denaro. La cosa ironica è che tra tutti i cattivi della serie si dimostra l'unico a non essere in grado di contribuire con finanziamenti economici nelle operazioni di gruppo.
Killigan è estremamente aggressivo, violento e facilmente propenso alla rabbia; indifferentemente da chi lo irriti, si dimostra infatti sempre disposto ad attaccare briga; gag ricorrente nella serie è mostrarlo litigare con bambini, oggetti ed animali.
Egli si proclama: "Il golfista più pericoloso del mondo" (World's Deadliest Golfer) ed è solito agire in prima persona e senza fare mai ricorso ad assistenti, caratteristica unica per gli antagonisti della serie, tuttavia, a parte ciò, accetta spesso delle alleanze con altri criminali, generalmente a scopo di lucro, o allo scopo di ottenere il dominio dei paesi del Nord Europa (in particolar modo la Scozia, la Danimarca e la Scandinavia).
Nel doppiaggio originale, il personaggio parla con un marcato accento scozzese, mentre nella versione italiana si è cercato di mantenere tale dettaglio facendogli fare frequente uso di un parlato medievale; non a caso si rivolge ad ogni donna chiamandola "pulzella" o "fanciulla".

### Aspetto fisico
Duff Killigan è un uomo di bassa statura ma alquanto tozzo e robusto; ha gli occhi scuri e piccoli, perennemente circondati da occhiaie, ed una mascella larga contornata da una folta barba castana, la quale si collega ai capelli sulla nuca, lasciando spazio a una vistosa calvizie nella parte superiore della testa.
Veste sempre con un maglione viola e, essendo molto legato alle sue origini, sfoggia con orgoglio i costumi tradizionali scozzesi; tra cui l'immancabile kilt, costantemente scambiato per una gonna e dunque deriso dagli altri personaggi.

## Biografia del personaggio

### Antefatti
Duff Killigan nasce a Glasgow, in data ignota, da una famiglia piuttosto facoltosa. La sua passione per il golf lo porta ad affermarsi come giocatore professionista ma, nel giro di qualche anno, pur avendo conseguito un vasto numero di trofei, viene espulso, uno dopo l'altro, da tutti i campi da golf del mondo a causa della sua eccessiva violenza durante il gioco.
Dopo aver ripiegato sui campi di mini-golf, Killigan viene in seguito bandito anche da loro e, infuriato, decide di darsi al crimine.

### Nella serie
Nella sua prima apparizione, rapisce il professor Sylvan Green al fine di farsi svelare i segreti del super-fertilizzante di sua invenzione ed attaccare con esso le coste del Giappone per rivestirlo completamente d'erba e trasformarlo così nel suo campo da gioco personale.
Il piano dello scozzese viene tuttavia sventato da Kim Possible e, da allora, Killigan svolge vari incarichi come mercenario al servizio di altri criminali, diventando uno degli avversari più ricorrenti della serie, seppur operando sempre in alleanza, o sotto le direttive di altri antagonisti, quali Drakken, Shego o Lord Monkey Fist.

### Epilogo
Nella scena di chiusura dell'ultimo episodio, Killigan è nel bar per supercriminali seduto al tavolo accanto a quello di Draken e Dementor e fissa il pubblico con aria piuttosto accigliata.

## Abilità
Grazie agli anni trascorsi a giocare a golf, Killigan ha una mira praticamente infallibile ed una forza tale nelle braccia da poter lanciare una pallina a centinaia di metri di distanza; egli stesso ammette che il "gioco lungo" era la sua specialità prima dell'espulsione. In più occasioni ha dimostrato di saper imprimere particolari effetti sulla pallina, di modo da farla tornare indietro anche dopo che abbia toccato terra.
Killigan porta sempre con sé le sue mazze da golf, all'occorrenza utilizzate come oggetti contundenti; in battaglia fa ricorso a degli esplosivi all'interno delle palle da golf che si innescano al momento del lancio.
Per gli spostamenti fa ricorso a un dirigibile dipinto coi colori tipici del tessuto scozzese.

## Altre versioni
- Durante la terza parte dell'episodio speciale Viaggio nel tempo (A Sitch in Time) viene presentata una versione futura di Duff Killigan: nel futuro distopico governato da Shego, egli è divenuto un servitore della autoproclamatasi Essere Supremo, ed è stato trasformato in un androide chiamato "RoboDuff".